# 君の手がささやいている
『君の手がささやいている』（きみのてがささやいている）は、軽部潤子による日本の漫画作品、およびこれを原作としたテレビドラマのシリーズ。
漫画作品は、1992年から1996年に『mimi』（講談社）に連載された。1994年、第18回講談社漫画賞少女部門を受賞。テレビドラマは、1997年から2001年に年1回のスペシャルドラマとしてテレビ朝日系列で放送され、1998年にATP賞'98テレビグランプリ、1999年に第7回橋田賞を受賞した。

## 概要
漫画作品は、『mimi』1992年11月号から1997年1月号に連載。全40話。単行本は講談社コミックスミミから全10巻が発行された。1994年度（平成6年）、第18回講談社漫画賞少女部門を受賞。
聴覚障害者のヒロインと彼女と共に生きる夫や娘、家族が、さまざまな障害や葛藤をお互い支え合い分かち合い、愛の力で乗り越えていく姿を描く。通読すれば登場人物の成長過程がうかがえるが、おのおの一話完結であり、読者に「真の愛情とは何か」を問い掛ける。単行本の扉絵では毎回、登場人物による手話が描かれ、簡単な手話辞典になっている。

### 続編・小説版
本作は、続編の『新・君の手がささやいている』、『君の手がささやいている最終章』（共に講談社『Kiss』連載）と共に連作シリーズとなっており、登場人物の成長が丁寧に描かれている。また主人公の子供時代を描いた番外編『みえちゃんの手がささやいている』も存在する。
本作と『新・君の手がささやいている』では主人公・美栄子のエピソードが中心だが、『君の手がささやいている最終章』では娘の千鶴が主人公となり、突発性難聴を患い中途失聴者となって音を失う事の失意から立ち直り新たな人生を踏み出していく姿が主要テーマとなっている。
このほか、美栄子と、夫・博文の出会いから出産までを描いた小説版（講談社ベルノベルズ、立花遠：著）も存在する。

## 登場人物

### 野辺家の人々
野辺 美栄子（のべ みえこ）
本編のヒロイン。旧姓は武田。生まれながらにして音が殆ど聞こえない重度の聴覚障害者。自らの希望で一般社会で健常者に混じって仕事をすることに憧れ、商事会社に入社。そこで運命の人となる野辺博文と出会い、周囲の反対に戸惑いながらもお互いの愛を貫き結婚。やがて愛娘の千鶴をもうける。なお結婚生活は駆け落ち同然でスタートさせたため、婚姻届けを出したけで結婚式は行なっていない。
博文と出会うまでは聴覚障害者ゆえの葛藤を常に抱え、引っ込み思案なところがあった。意気込んで健常者に混ざっていこうとするも上手くいかないことが多く落ち込んでばかりいたが、博文や千鶴とのふれあいの中で本来持っていた明るい性格が表に出てくるようになり、その優しい人柄に多くの人達が惹き付けられていく。また自身が普段から人の手を借りることが多いからか、困っている人を見つけると放っておけない、かなりのお節介焼きでもある。
千鶴が生まれた時は聴覚障害のこともあり母親としての自信が持てないでいたが、博文や周囲の助けもあり、強い母親になろうと懸命に努力する。また千鶴が中途失聴者となった原因が自分にあるのではないかと自分を責めるが、千鶴のために耳の聞こえない経験を生かして困難への対処の仕方を必死になって教え込もうとする。千鶴にとっての一番の理解者であり、頼りになるママ。その分、いけない事をした時は父親の博文以上に厳しい。
聾学校で習ったワープロ打ちの正確さと速さは、その事が会社で受け入れられる1つのきっかけになった。家庭に入ってからも時々博文の持ち込んだ書類の清書等を手伝ったりすることもある。また耳が聞こえないことで一般の健常者とは違う視点を持っているために独特の発想力や工夫をする器用さも併せ持っている。幼い頃から両親に反対されていたこともあり、自転車に乗ることが出来ないままだったが、博文と千鶴の協力で乗りこなせるようになった。算数などの物理的な回答は当たり前にできるものの、情報伝達を必要とする国語の文法表現問題などは大の苦手である（これは美栄子だけではなく、聾学校教育を受けた者の特徴。その分口話などの一般社会とのコミュニケーションに関する勉強時間が大幅に設けられているからである）。
野辺 博文（のべ ひろふみ）
美栄子の夫。元々は美栄子が勤めることになった商事会社の先輩社員だった。美栄子と初めて会った時は聴覚障害者である事を知らずに「変なヤツ」と思っていたが、後に美栄子が自らの部署に配属されることになり聴覚障害者である事を知る。仕事をしつつ徐々に美栄子の一生懸命に頑張る姿と繊細で優しい心に気付いて、自ら手話を覚えようとする。その過程で美栄子との愛を確かめ合い、周囲の反対を押し切る形で美栄子と結婚。美栄子とは何も語り合わなくともお互いの気持ちを理解できるほどに深い愛情で繋がっている。家族を何より大事にする優しい夫であり、普段は外に出たがらないぐうたら亭主だが、それはいつでも家族のそばを離れたがらない気持ちの裏返しでもある。
千鶴にとっては良きパパであるが、絶対に手を上げることをせず、いつも甘やかしてしまう（その分、美栄子が厳しくしている）。またあまりに怒らないため、千鶴当人からも愛情が足りないのではないか、と思われたりしたことも。また当初は煙草を吸っていたが、千鶴が生まれてくるのを機会に禁煙した。
美栄子の耳が聞こえないことを承知のはずだが、必ず声に出して「美栄ちゃん」と呼ぶ癖がある。また手話で会話しているのがほぼ家族相手なため、美栄子が作った手話をそのまま覚えてしまい、時に他の聴覚障害者とは正確な手話として通じないことがある。
8年目の結婚記念日前後に会社の後輩社員である君原という快活な女性社員に言い寄られて一度だけ浮気を経験する。しかし会話の中で意識せずに手話を使ってしまう癖が出てしまい、君原から「心の中まで奥さんが染み付いてしまっている」と指摘され、美栄子との結婚当初のことを思い出し、美栄子の元へ帰っていく。
野辺 千鶴（のべ ちづる）
おしゃまで快活な博文と美栄子の一人娘。当初は耳の聞こえない母親に疑問を抱いたりもしたが、やがて母の抱えた聴覚障害を理解し、積極的に手話を覚えて普段から健常者と美栄子の通訳となるなど積極的に助けるようになる。両親が新婚旅行を行なっていないことを知るや福引で当たったペアのグアム旅行券をプレゼントして親孝行をする等、心の優しさを人一倍持っている。母が積極的に健常者とも付き合う姿を生まれた頃から見ているため誰に対しても物怖じしない性格に育ち、それ故に友達も多い人気者。
その一方で一人っ子ゆえに甘えん坊であり、同年代の女の子と比べても多少子供っぽいところがある。勉強は苦手でクラスでも下の方。特に算数は得意ではないらしく、テストでも最下位争いの常連。その代わり、耳の聞こえない母親とのふれあいからごく自然に身につけた感受性の強さを発揮できる芸術面での成績は良く、絵画コンクールに絵を出すことを勧められたりしたことも。また少し気が多いところがあり、その時々で好きな男の子が変わったり、ライバルの女の子に対抗心を燃やすなどヤキモチ焼きな一面も覗かせる。
シリーズ最終章では突発性難聴を患って中途失聴者となり、ショックから心神喪失状態になるなど子供ながら苦難の人生を歩むことになる。人工内耳手術の話を持ちかけられた時に、健常者と聴覚障害者の両方の気持ちを理解し得ることから「聞こえることが本当に良いことなのか」と悩むが、美栄子の励ましにより手術を受け、リハビリ訓練を重ねたことにより音を少しずつ聞き分けられるようになった。中途失聴者ゆえ耳は聞こえないがしゃべることは普通にできるため、聴覚障害者である事を周囲に理解され難く、美栄子とはまた違った「伝わらない悩み」を抱えることになる。
パン
野辺家のペットのオスの仔犬。千鶴がせがんだことから博文が捨て犬の飼い主を探しているボランティアからもらってきた。名前は耳の聞こえない美栄子も呼べるように、と手を打つ「パン」という音に引っ掛けて博文が命名した。
実はもらわれてくる3ヶ月前に飼い主の老人が急に亡くなっており、その頃は「コロ」と呼ばれていた。元の飼い主を恋しがっていたために美栄子たちにはなかなか懐かなかったが、後に事情を知った美栄子たちの努力によって野辺家にかかせない家族となっていく。
普段美栄子と暮らしている時間が長いせいかどこにでも付いてまわる。また千鶴の課した訓練の末に美栄子の耳が聞こえないことを理解して聴導犬のような働きができるようになり、雨が降ってきたら後ろから触って知らせたり、悪戯っ子が美栄子に向かって石をぶつけようとしていたところをその子供に噛み付いて美栄子を助ける（この事件では、事情を知らない噛み付かれた子供の親の抗議から、強制的に保健所に連れて行かれそうになったが、噛み付かれた子供が自分の非を自己申告して認めたために難を逃れた）など、非常に利口な一面が見て取れる。

### 野辺家の親族
武田 晴子（たけだ はるこ）
美栄子の母。生まれながらにして聴覚障害者になってしまった美栄子の為に、自分の時間を全て美栄子に捧げて一人前の女性に厳しく育て上げた、美栄子にとっては一番の味方であり理解者。美栄子に対してはそれだけ手を掛けたことで少々過保護の気があり、博文の転勤で美栄子たちが仙台に引っ越した後、1日1回の定例のファックスが来ないことに腹を立ててわざわざ仙台まで来たりしていたが、美栄子が一人の人間として正しく成長していることを感じ取り、それからはあまり干渉しなくなった。
美栄子が子供の頃、耳が聞こえないことから物覚えの悪かった美栄子の将来を悲観して、2人で電車に飛び込み自殺しようとしたことがある。しかし美栄子が少しずつ成長していることに気付き思いとどまった。しかしその一部始終を美栄子の妹・真知子に見られていたことを後に知らされる。
美栄子の父の話によると、若い時はなかなかおしゃれだったらしい。しかし美栄子が産まれてからはそういったことに全く興味を失い美栄子の世話に没頭していた。美栄子は自分のせいで母の女性としての時間を奪ってしまったと思っていたが、父は「それは美栄子の耳が治ることに対して希望を捨てなかったからだ。そんな母さんを父さんは一番綺麗だと思う」と言い、美栄子は母が女として一番の幸せを手に入れていたことを知る。
その一方で妹の真知子に殆ど構ってやれなかったことを心の中で後悔している。真知子が自分の結婚式準備のために結婚式を挙げていない美栄子に積極的に相談に行くのを、子供の頃に構ってもらえなかったことに対する当て付けではないかと思い悩むが、姉妹が親の知らぬ間に相手のことを理解して本当に仲の良い姉妹になっていたことを知り、安堵する。
美栄子の父
厳格で頑固な性格。美栄子に合った学校に通わせるために会社を辞めて引っ越したり、美栄子を喜ばせるために事あるごとに海へ行き貝殻を拾い集めることを趣味としていた。それだけに美栄子が成人した後も門限の時間になると外に出て帰りを待っていたりするほどの過保護ぶりを発揮し、博文と美栄子の結婚を強く反対する。しかし博文の母親が美栄子に結婚を諦めるように頼みにきたことを知ると「何様のつもりだ!」と激怒。だが妻に「これであなたの思い通りになったじゃないの!!」と言われ複雑な心境になる。結婚前に挨拶に訪れた博文と会うことはせず、美栄子は博文に心配かけまいと母に「両親とも賛成している」と口裏を合わせるように頼み込んでいた。博文がどんな男か直接確かめるために博文の会社を訪ねるが、その帰りに偶然ブライダルショップに入ったところで博文と出会い、その言葉から結婚への強い意志を感じたことから駆け落ち同然で実家を出て結婚に踏み切ろうとする美栄子に「辛かったらいつでも家に帰って来い」と最後は結婚を許した。
子供の頃、美栄子が正しい発音で言葉を喋れるようになるまでは、心を鬼にしてわざと背を向けて美栄子の方を向かなかった。急な病に倒れて生死の境を彷徨った時、美栄子はその時の事を思い出し、博文に協力を頼んできちんと「お父さん」と声に出して喋れるように特訓をし、意識不明の父に必死に呼びかけた。その後は病気を克服して普段の生活に戻っているが、好きだった酒の量は減った。
妻が耳の聞こえない美栄子のことにかかりきりであることで、主に真知子の面倒を見ていた。それだけに真知子を嫁に出す時はずっと不機嫌であったが、マリッジブルーになり結婚式直前になって「父と離れたくないから結婚しない」と言い出した真知子に、「この家を出ていけ。お父さんの事は忘れろ」とあえて突き放す優しさを見せて、矢島の元に送り出した。
根はとてもシャイで、妻の事を心から想っているものの、照れもあって普段は全くその事を口に出さないため、愛情を疑った妻から熟年離婚をされそうになる。しかし娘達の尽力もあり、本当に大切にしている気持ちを言葉にして離婚の危機は免れた。
矢島 真知子（やじま まちこ）
美栄子の7つ違いの妹。旧姓：武田。姉とは違い健常者として生まれ、幼い頃から両親にあまり構ってもらえなかったこともあって、大人びてしっかりした性格に育った。両親もまたそんな真知子を何より頼りにしていることを自覚して、彼氏である矢島透と結婚したいという本心を言い出せないでいた。しかし美栄子の励ましにより、矢島のプロポーズを受け入れる。その後矢島を追って少しの間、海外生活を経験し、帰国後すぐに結婚。同時に妊娠が発覚し、姉を見てきた体験から「もし障害を持つ子供が生まれたら」とネガティブに考え思い悩む。やがて息子の保（たもつ）を出産。
夫の透とは取引先の会社で顔見知りになった。仕事の関係で飲みに行った際に気が合ったというだけで、いつ出逢ったかも覚えていない。
子供の頃は、両親が耳の治療の関係で美栄子ばかりに構うことが多かったことで拗ねてしまい、美栄子とはそりが合わなかった。しかしそれも時間と共に克服して手話会話もこなし、今ではお互いを良く知る仲の良い姉妹となっている。姉が自分の障害をものともせず、己の意志を貫き結婚して幸せな家庭を築いたことに感化され、自分の結婚式に姉の力を借りることで自分も幸せになりたい、と思っていた。ところが主に父が可愛がったために過剰なお父さんっ子に育ち、結婚式前に父恋しさからマリッジブルーに陥ってしまう。
自身が子供の頃に母からあまり構ってもらえなかった経験から、息子の保に寂しい思いをさせまいと片時も手放したがらない過剰な神経質さを見せる。しかし偶然子沢山の友人に会ったことをきっかけに、母が真知子の寂しさをきちんと理解していたことを知り、それからは保の世話を母にも任せるようになった。
博文の父
物静かな人物。美栄子は博文から「美栄子との結婚を切り出した時、博文の母よりも反対した」と聞かされていたことで苦手としていた。美栄子は何とか打ち解けたいと思い、事あるごとに手紙を送り、お互いのわだかまりを解いていった。『新・君の手がささやいている』で突然の急死。大きな支えを失った博文は失意に沈み、一人身になった母を案ずる。
野辺 正江（のべ まさえ）
騒がしくおっちょこちょいだが、博文のことを何より溺愛している。聴覚障害者の美栄子との結婚に猛反対し、一時は武田家に乗り込んでまで美栄子に結婚を諦めるように説得に訪れるが、博文の決心の固さと美栄子の優しい心に触れ、美栄子にウェディングドレスを手渡す。一度打ち解けてからは息子よりも美栄子に肩入れし出して、博文を苦笑させる。夫が亡くなった後、母の一人身を心配した博文から同居を勧められるが、「博文にはもう守るべき家庭があるのだから」と説得し、それ以降は一人暮らしをする。
孫の千鶴が生まれて間もない頃、美栄子と赤ん坊の千鶴を心配して博文達にしつこく同居を迫ったことで嫌われたと思い込み、それでも千鶴会いたさに思わず散歩中の千鶴を抱きかかえていなくなってしまうという、誘拐騒動を起こしてしまう。また夫の死後に時間潰しで始めた洋裁で千鶴のための洋服を作るが、趣味が千鶴と全く合っていなかったことから殆ど袖を通してもらえない、など思い込みが激しく、勝手に先走るところがある。
博文の祖母
博文の田舎である岡山の山奥に住んでいる。田舎の所在地は新幹線からローカル電車、さらにバスを乗り継いでいくところにあるらしく、博文とは別に千鶴と2人きりで初めて田舎を訊ねることになった美栄子は、道中の様々な苦難を周囲の人に助けられることによって助けられ、ようやく辿り着いた。
矢島 透（やじま とおる）
美栄子の妹・真知子の会社の同僚であり彼氏。海外赴任が決まり真知子を連れて行くつもりでいたが、両親が心配な真知子から別れを一方的に切り出され、その本心を聞きに武田家を訪れたところで美栄子と出会い、婚約指輪を預ける。出発直前の空港ロビーで美栄子に連れられてきた真知子に正式にプロポーズ。結局真知子を一緒に連れて行くことは叶わなかったものの、婚約を結んだことで単身海外へ旅立っていった。帰国後に真知子と無事結婚。
※本編初登場時は苗字が「矢島」ではなく「加島」となっている。作者がキャラクター設定を確認し忘れたことによるミスと思われる。
野辺 太一（のべ たいち）
博文の本家筋の一人息子で、従兄弟に当たる。結婚した時期が博文達と同じで子供好き。幼少の頃は病気がちで、内向的な無愛想な性格だったが、恵と付き合うようになってから明るい性格になった。
野辺 恵（のべ めぐみ）
太一の妻。聴覚障害者である美栄子の存在を知り、積極的に手話を覚える。家事一切なんでもソツなくこなす出来た嫁だが、ただ1つ結婚して10年経つが不妊体質で子供に恵まれず、それ故肩身の狭い思いをしていた。そのプレッシャーに耐えられず集まった親戚の前で思わず「子供が出来た」と嘘をついてしまい、居辛くなったと感じた恵は翌日に真実を話して太一と別れようと決心する。
博文の伯父、伯母
野辺の本家を守る。一人息子の太一とその嫁の恵と4人暮らし。博文達、野辺家の者達は毎年正月になると本家に集まって新年会をするのが恒例となっている。親戚の前で「妊娠した」と言った嫁の嘘を見抜いており、姑は自分もなかなか子供が出来なかったという体験談を話して、恵が来てから無愛想だった太一が明るくなって感謝していると伝え安心させる。
幸彦（ゆきひこ）
博文の従兄弟。妻との間に出来た4人の子供は全て男の子。
まゆみ、さとし、正（ただし）、美加（みか）、晴彦
千鶴の従兄弟達。まゆみは後姿が千鶴にそっくりで親でも間違えるほど。晴彦は幸彦の子供で4男。

### 野辺家の友人たち
片山 奈保子（かたやま なおこ）
美栄子の親友で聾学校幼稚部からの深い付き合い。美栄子にとってはかけがえのない一番の親友であり、同い年でありながらしっかり者の姉のような存在だった。いつもくっ付いて一緒にいたことで周囲から「レズじゃないか」と思われていたほど仲が良かった。
奈保子の父親の転勤でしばらく離れ離れになっていたが、東京に戻ったことで美栄子と再会することになるが、美栄子が連れてきた博文が健常者であることを知ると、美栄子と博文の交際を反対した（自身が過去に同じ経験をして結局別れることになってしまったことがトラウマとなっていた）。しかし、美栄子の「耳のせいにして逃げたくない。ここで博文の気持ちに応えなかったら一生後悔する」という強い決心を聞き、博文の美栄子を想う人柄にも触れて、それ以降は温かく見守る側になる。美栄子の結婚から少し遅れて同じ聴覚障害者の茂と結婚し、一人息子の拓実をもうけている。なお「片山」は結婚後の姓であり、旧姓は不明。
実は美栄子との付き合いが途切れている間に乳癌を患い、左の乳房を切除した（拓実はその後に誕生した）。その後転勤先の仙台から東京に戻ってきた美栄子との交流を再開した後に癌が再発し入院。手術を試みたが既に手遅れな状態であり、覚悟を決めた奈保子はまだ幼い拓実に精一杯の愛情を注ぐ。拓実が初めて手話を使ったのを目にした後、拓実を抱きしめ満足げな微笑みを浮かべて息を引き取った。心を許していた親友の死は美栄子に計り知れないほど大きなショックを与えてしまう。しかし奈保子の死後、美栄子に宛てた真新しいプレゼント品以外、彼女が自らの形見となるものを全て生前に処分し終えていたことを茂の口から聞かされた美栄子は、そこに「私を忘れて新しい人生を歩んで」という奈保子の遺した意思を感じ取り、深い失意の底から立ち直り心の中で改めて奈保子に別れを告げた。
山名 幸男（やまな ゆきお）
美栄子の子供時代を描いた番外編『みえちゃんの手がささやいている』に登場した、美栄子の聾学校時代の同級生で初恋の人。手話で犬を調教しているところを美栄子に見られて興味を持たれ（美栄子はそれを魔法と思い込んでいた）、周囲の大人達には内緒で美栄子に手話を教えた。その時代の聾学校教育では「口話を覚える妨げになる」として手話を禁じる風潮があり、それを無視して手話を使う幸男は聾学校でも問題児とされていた。美栄子の母は、美栄子が口話の覚えが悪いのは幸男のせいであると主張し、美栄子と引き離すために東京への引越しを強行する。だが引越し当日に美栄子と幸男がお互いを純粋な心で思っていることを理解し、美栄子にきちんと別れの挨拶をするように促した。後に足を怪我して入院していたところに千鶴を病院へ連れてきていた美栄子と偶然再会する。
自動車の部品を作る小さな町工場に勤めていたが、経営難に陥ったことでリストラ対象となってしまう。周囲は不当なリストラとして幸男に「耳が聞こえないことを武器にして闘うべき」と説得するが、幸男は聴覚障害者である自分を快く雇ってくれていた社長への恩を思い、退職金を受け取らず田舎へ戻ることを決意。美栄子との別れ際に「自分たちの聞こえない耳は闘う武器じゃなく、仲良くなるためのもの」との言葉を残し、笑顔で去っていった。
里美（さとみ）
美栄子の聾学校時代の友人。姓は不明。既婚者。美栄子と同じ頃に子供を妊娠。子供を作るつもりが無く妊娠したことから、産婦人科に堕胎手術を受けに行くつもりで美栄子に付き添ってくれるように頼みにきた。美栄子もまた自分が母親として子供をきちんと育てられるか自信が無く、一度は堕胎することを決めて産婦人科へ行ったものの、恐くなって逃げてきたところであり、美栄子は「弱虫になりたくない。子供には健常者の親が良かったって言われるかもしれないけど、それでも産みたい」と己の本当の気持ちを里美に伝え、一緒に頑張ろうと説得した。
菊池 由加里（きくち ゆかり）
仙台に引っ越した際に近所のスーパーで出会った聴覚障害者の女性。同じ聴覚障害を持った夫と暮らしている。かつてパート務めしていた時に健常者の同僚から冷たくされたことで、健常者に対して臆病で引っ込み思案な性格になってしまった。美栄子と、美栄子が主催する手話教室の生徒である町内会の主婦達の協力で、元の明るい性格を取り戻していく。
沢口 今日子（さわぐち きょうこ）
美栄子と博文が旅行先のグアムで出会った新婚カップルの女性。軽度の難聴を患っており、その事を隠して結婚したことを夫に言い出せなかったことで悩んだまま旅行に参加していた。美栄子の尽力で夫に告白し一度は別れの危機を迎えるが、スキューバダイビングの最中、夫と共に美栄子と博文の耳のハンデを感じさせない幸せそうなやり取りを見て「真の幸せとは何か」を感じ取り、お互いの愛を再確認する。
後日、父の入院以来東京に里帰りしていた美栄子が仙台に帰ってきた折りに、仙台駅で迷子になっていた千鶴と偶然に出会い、美栄子と再会。子供を身ごもったことで美栄子に出産するべきかどうかを相談する。出産をすることで耳が聞こえなくなることを心配した夫に反対されて子供を堕ろすことを決心し、その代わりに一度だけ母親として子育てをしてみたいという願いを美栄子に申し出て千鶴と1日一緒に過ごすが、夜になって母を恋しがり「耳の聞こえる人は千鶴のママじゃない」という泣き出した千鶴の言葉から、子供が母親をありのままに受け止めることを知り、夫の理解も得て出産を決意する。
田嶋 俊一（たじま しゅんいち）
美栄子の聾学校時代の同級生。写真家になるという子供の頃の夢を叶え、美栄子宛に自らが海外で撮影した風景を収めた写真集を送ってきた。
木田文子の母
自分の娘のせいで千鶴がいじめられていることを知り、文子を連れて野辺家へ謝罪に訪れる。その際に千鶴が優しく文子に接する姿と、友達が出来たことで嬉しそうな笑顔を見せる娘の様子に思わず安堵の涙を溢し「これからも娘の友達で居てくれるように」と千鶴に頼み込んだ。後日、文子の誕生日会に千鶴のみを招待したが、千鶴が音頭を取ってクラスメイトを連れてきた事で娘の友達が増えていったことを千鶴に感謝した。その際に娘の将来への絶望感から何度も死のうとまで思い悩んだことを美栄子たちに告白している。
晴美（はるみ）
美栄子の聾学校時代の友人。姓は不明。ひょんな事から美栄子と街中で再会。その3年前に人工内耳手術を受けて、リハビリの末にある程度の聞き取りができるようになっていた。彼女に会った事から聴力の回復に興味を持った美栄子は、博文の母が持ってきた話に乗って、ある怪しげなセミナーを受講する。しかしそれは大規模な詐欺商法であり、それを知って駆けつけた博文から大目玉を喰らうことになってしまった。
公佳（きみか）
美栄子の聾学校時代の友人。姓は不明。聾学校の同窓会前に美栄子が服選びに入った店で偶然再会。同じ聴覚障害者の幼馴染・徹（とおる）と長い間男女の付き合いをしていたが、卒業後に別れる。原因は公佳が取引先の会社で出会った健常者のある男性に惹かれた事で自ら別れ話を持ち出したため。美栄子は、学生時代の公佳達の仲の良さから「この2人の関係は永遠」と思っていた。実は健常者の男性とも結局上手くいかずに別れてしまい、徹に対する想いを今も持ち続け自ら別れを告げたことを後悔している。それ故に徹と顔を合わせることになる同窓会をただ1人欠席するつもりでいたが、心配した美栄子が自宅を訪れて連れ出し、徹と再会。徹が自らの家庭を作って幸せに暮らしていることを知り安堵する。
徹（とおる）
美栄子の聾学校時代の友人。姓は不明。公佳の幼馴染にして元彼。公佳と別れた後に別の女性と結婚し、2人の子供が居る。
真弓（まゆみ）
美栄子の聾学校時代の友人。姓は不明。聾学校時代は常に優等生だった。聾学校の同窓会では幹事を務めるも、当日になって会場料金の聞き間違いが発覚して代金が足りなくなり、同窓会の中ただ1人資金調達に走り回る。事情を知り心配になった美栄子は、「素直に仲間に話して資金を集めよう」と真弓に告げるも、己の「しっかり者」のイメージを崩したくないという虚栄心だけで拒否する。しかしどうにもならずに失意のまま会場に戻ってきた時には、美栄子から事情を聞いた仲間達が資金を出し合って代金を払い終えていた。「こんな失敗は誰にでもある」「俺たちはみんな聞こえない仲間じゃないか」と励まされ、自分の経歴などにも嘘をついていたことを告白し、それをも許してくれた仲間たちの気遣いに涙を流した。
高倉先生（たかくら）
美栄子の聾学校高等部時代の担任。進路指導係として多くの卒業生に慕われている厳しくも優しい先生。美栄子達の後輩にあたる羽田という卒業生が起こしたトラブルが元で悩んでいたところに、同窓会に出席していなかったことで高倉に急に会いたくなった美栄子達が聾学校を訪れる。高倉から事情を聞いた美栄子達は、高倉と一緒に羽田の自宅を訪問し、戻ってきた羽田を捕まえるが、羽田は「一生懸命仕事先で溶け込もうとしたけど、みんな自分を見てくれない。だったら先生が俺の耳になってくれるのか」と自嘲する。高倉はその言葉に「確かに自分はお前が一番欲しいというものを与えてやれない。自分のやってきたことは本当は無力だったのかもしれない」と呟くが、美栄子は「健常者ばかりの会社に就職したいって希望を出した時に、先生だけが「すごくいい出会いが待ってるかもしれない」って励ましてくれた。それを信じて就職したら、今の主人と出会えた」と言い、羽田に人との出会いの大切さを教える。
新井 麻美（あらい あさみ）
野辺家の近所に住む新婚の主婦で聴覚障害者。町で美栄子を見かけて、友達になりたいと野辺家を訪ねてきた。親が会社経営をしているいわゆる社長令嬢で、その跡取りとして周囲から勧められて社員だった現在の夫と結婚。夫は健常者で手話を使えず、コミュニケーションは筆談で行なっている。麻美は少なからず夫を好いて結婚したが、相手はそうではない、と勝手に思い込んでいた。
美栄子達家族の仲の良さを羨ましく思って、美栄子に見せられた家族写真の1枚を思わず黙って家に持ち帰ってしまう。その後、家を訪ねてきた美栄子に写真を返して謝罪。後日美栄子達や夫と一緒にピクニックに出かけた時に、美栄子から「だんなさんから本心を聞いてみれば」と言われ「本心を聞いて傷つきたくない」と拒否するが、美栄子の「私達は耳が聞こえないから誰よりも傷ついた人の気持ちがわかる。そういう心は聞こえない耳がくれたもの。傷つくのも悪いことばかりじゃない」という言葉を聞いて勇気を持ち、意を決して夫に本心を訊ねると、夫は博文から教わった手話で「愛している」と答えた。実は夫も最初から麻美に想いを寄せていて、それを上手く伝える術を知らなかっただけであり、夫自身も博文達と知り合って「今日こそは本心を言おう」と決心し、博文に手話の教えを受けたのだった。
田所 加奈（たどころ かな）
美栄子の聾学校時代に、部活の関係で知り合った他の聾学校の友人。両親が亡くなり、健常者の兄と2人暮ししていたが、突然の自殺未遂を起こして美栄子を慌てさせる。原因は、何かと面倒を見てくれた兄が自分のせいで恋人との結婚を諦める決心をしていたことを、その恋人からの手紙を読んで知ってしまった事。「自分さえ此の世からいなくなれば…」と思いつめての行動だった。死にきれなかった事から心神喪失状態になった加奈を、事情を知った美栄子は加奈の退院を待って自宅に招いて連れ回し、そのバイタリティ溢れる姿を見た加奈は「兄は耳の聞こえない妹が心配なあまり過保護になっていたし、自分もそれを知りながら甘えて暮らしていたから今まで就職もしていなかった」と告白。自らの甘えの気持ちを克服するために自ら就職活動を始める。後日、洋菓子屋に勤めることになった加奈を美栄子に連れられて見に来た加奈の兄は、加奈から「お兄ちゃんから卒業する。だからお兄ちゃんも幸せになって」と聞かされ涙を流す。
由加（ゆか）
博文と美栄子の会社の同僚。美栄子に呼び出され、博文が後輩の矢部の下に付いて仕事をすることになり落ち込んでいることを教える。事情を知った美栄子は博文の心情を理解し、「私は人より遠回りすることが多いけど、それでもちゃんとあなたに辿り着いた」と励ます。
菊池（きくいけ）
野辺家と同じマンションの住んでいる物静かな女性。普段から何かと美栄子を避ける行動が続き、周囲の主婦達から障害者差別をしているのではないかと噂されていた。マンションのボヤ騒ぎが起きた時に、ただ1人手話を使って美栄子に知らせて一緒に避難し助ける。実は手話通訳者だったが、ある時病院で通訳の仕事をしていた時に、頼まれていた患者が診察中に倒れてしまったことがきっかけとなって、手話を使う度に手が震えるようになってしまっていた。打ち解けて以後は近所の主婦の井戸端会議で、美栄子の通訳を買って出ている様子が描写されている。
金子（かねこ）
博文の同僚で同期入社組の独身男性。明るい性格で会社では博文と気が合う仲だが、プライベートでは借金をしてでも金のかかる豪快な遊び好きとして周囲に知られた存在だった。実は10年来付き合っている腐れ縁の彼女が居たが、相手が見合いをして結婚するつもりと聞かされてようやく本当の気持ちに気付く。しかしプロポーズを決心したものの婚約指輪を買う金もなく、已む無く博文に50万円借りられないかと相談を持ちかけてくる。我が家の家計が苦しいことを知っていた博文は、普段明るい金子が酷く落ち込むほどに悩んでいる姿を見て、断るべきかどうかを判断できず美栄子に相談すると、美栄子は「友達とお金とどっちが大事?」と問う。博文は、美栄子との結婚前、聴覚障害者である美栄子との結婚を周囲に酷く反対されたことと、障害を持つ女性と結婚することへの不安やプレッシャーから半ば結婚を諦めかけていた時があり、しかしその時にただ1人「お前は女の見る目がある」と後押ししてくれたのが金子であった事を思い出し、金子に50万を貸す事を決める。金子は彼女に全ての顛末を話したうえでプロポーズし、「そういう友達がいるなら結婚してあげる」と内諾を取り付けることが出来た。

#### 千鶴の友人達
阿部 とおる（あべ とおる）
千鶴が小学校1年生の時のクラスメイト。それまで手話を見たことが無く、町で母親との会話に手話を使う千鶴を見かけた後、「お前の家はへんだ」とからかっていじめていた。千鶴は傷ついて登校拒否になるが、美栄子は一計を案じてとおるを野辺家に招待し、聞こえない人の居る家庭を理解してもらうように努めた。最初は戸惑っていたが、サッカーが好きで、サッカーを表す手話に興味を持ったことがきっかけとなり、千鶴とも打ち解けた。
川崎 俊太（かわさき しゅんた）
美栄子達が仙台に住んでいた頃、千鶴が英会話教室で知り合い仲良くなった隣町に住む別の小学校に通っている男の子。母親が世界的なピアニストで英語が堪能なため自身も発音が上手く、学校の成績も優秀な優等生で、千鶴にとって憧れの存在だった。母親のピアノ発表会に千鶴と美栄子を誘うが、母が聴覚障害者であることを言い出せないでいた千鶴は、思わずその事を隠してしまったことで顔を合わせ辛くなり、英語教室を休むようになってしまう。
木田 文子（きだ あやこ）
仙台から東京に戻った千鶴が、転校先の小学校で知り合った「たんぽぽ学級（障害者クラス）」に通う知的障害を持つ女の子。いつもよだれをたらしてニコニコしていることから、同級生の間では「ニヤリン」と呼ばれて不当に嫌われる対象となっていた。転校したての千鶴はその事に全く気付かず、単なる親切心から文子のよだれをハンカチで拭いてあげたことから、クラスから「よだれ菌」と呼ばれて文子と同様のいじめの対象になってしまう。千鶴が構うまでは友人などは一切できなかったようで、そのせいかみんなと集まっても1人遊びをすることが多い。障害のために自己表現が下手なだけで、実は相手を深く思いやる優しい心の持ち主。千鶴とのり子が喧嘩をした時も、その事が原因で自らが心痛を起こして倒れてしまうほど。
傷ついた千鶴を目にして、美栄子は千鶴を守りたいがために「障害者の人と仲良くしてはいけない」と文子に近付かないように言い聞かせるが、それは美栄子の存在をも否定することと同じであった。その事に気付いていた千鶴はクラスで孤立することを覚悟で文子を受け入れることを選ぶ。その後、千鶴との付き合いの中で文子も少しずつ成長し、千鶴のクラスメイトにも徐々に受け入れられるようになっていった。
サッカー好きの新田くんという男の子に恋心を抱いていて、その感情をそのままストレートに出して追い掛け回してしまう。
のり子
千鶴のクラスメイトで大の仲良し。お互いの我儘で時々喧嘩もするが、根は優しい気持ちを持っている。千鶴と友達になってからは木田文子とも一緒に遊ぶようになる。のり子の父はかなり厳しいらしく、のり子がこっ酷く怒られているところを見た千鶴は、美栄子から「怒るのはその人のことを誰よりも想っているから」と教えられ、博文が自分を怒らないのは愛情が無いからではないかと思い、博文を怒らせようと様々な悪戯をするようになる。
姉がいるらしく、姉の持つ漫画本などから性知識を学んでいるので非常にませている。
万梨花（まりか）
千鶴のクラスメイト。クラスで新しい洋服を自慢し、「病気をして休んだらいつもより母親が優しくなった」という話をする。それを聞いた千鶴は一計を案じ、仮病を使って学校を休んで美栄子に優しくされるように仕向ける。しかし、美栄子が留守にしている間にベッドを抜け出し、パンとはしゃいでいたところを帰宅した美栄子に見つけられ大目玉を喰らう。
3年生進級時のクラス換えでただ1人千鶴達とクラスが別れてしまい、人見知りをして新しいクラスでなかなか友達を見つけられず、千鶴たちのところへ付いて来てしまう。その様子に千鶴は「新しいクラスの子と仲良くしたい。けど、万梨花も1人でかわいそう」と美栄子に相談する。美栄子は「私にはクラス換えは無かったけど、耳のことを気にしないでもう少し勇気を持っていたら、もっとたくさんお友達が出来たかもしれない」と話し、自分から他の人に話し掛ける勇気を持つ大切さを説く。
戸田 麻子（とだ まこ）
千鶴のクラスメイト。父とデパートに買い物に出かけていたところで、博文と千鶴に会う。父親が長い間仕事一筋だったため、親子のコミュニケーションがあまりなく、それ故冷たい態度を取っているが、心の内では父ともっと触れ合いたいと思っていた。博文に誘われて初めて授業参観に訪れた父は、麻子が算数の掛け算問題で正解を書いた時に思わず大声を出して喜ぶ。麻子の父は、調子に乗って麻子に恥をかかせてしまった、と落ち込むが、自分のことをちゃんと見てくれていたと感じた麻子は、そんな父を許し、打ち解ける。
由真（ゆま）
千鶴のクラスメイト。大人しい性格で動物好きであり、クラスで飼っていた文鳥の「ブン太」を早起きして皆の気づかないところで積極的に世話をしていた。しかし、元気が無かったブン太を見るため外に出したちょっとした隙に逃げられてしまい、その事を言い出せないでいた。担任の先生から「全員で目を瞑って、逃がした人は手を挙げて」と言われて恐る恐る手を挙げるが、それを千鶴に見られてしまう。千鶴は「私も先生の約束を破ったから、由真ちゃんのことは誰にも言わない」と約束するが、翌日になるとブン太を逃がした犯人が由真である事が何故かバレていて、由真は千鶴が言いふらしたと思い込んでしまった。千鶴は自分を信じようとしない由真の事を美栄子の前で非難するが、美栄子は「人にわかってもらうのって難しいよね」と言い「由真ちゃんの気持ちになって考えてみたら」とアドバイスする。千鶴はその言葉によりブン太を逃がしてしまった由真が一番悲しんでいることを察して、学校を休んでいる由真を思い、クラスメイトと共に文鳥のポスターを作って町中を探し回る。
柴田 可奈子（しばた かなこ）
千鶴のクラスに編入された転校生。転校早々から頑なな態度で友達を作ろうとせず、協調性に欠ける面を見せる。千鶴は「友達を作るのが下手なだけかも」と気を利かせて自分の家に誘うが、勝手に冷蔵庫を開けてジュースを飲むなど、常識を欠いた行動をしたことで、他の千鶴の友人たちから総スカンを喰ってしまう。千鶴は、可奈子がわざと人に嫌われるような態度をしているのには何か事情があると察して、親身になって聞いてみると、実は可奈子が千鶴の小学校に転校してきたのも両親が協議離婚し母親に引き取られたことが原因で、それ故に姓を母親方の柴田にさせられていた。可奈子は父親をたいへん好いており、大人の都合で父に逢えなくなってしまった事で拗ねていたのだった。可奈子は父に逢いたい気持ちを抑えきれず、千鶴に「他の人にはナイショで一緒に付いて来て欲しい」と頼み込み、2人は子供だけ電車に乗って、可奈子の父の住む町へと向かう。
瀬戸 裕子（せと ひろこ）
母が有名な美人ピアニストであり、裕福な家庭で育ち、豪邸に住んでいる。誕生日会に招かれた千鶴は、裕子の歌とピアノ伴奏する裕子の母の姿に羨望と嫉妬を覚え、聴覚障害者の母を持つ決して裕福とはいえない我が身とを比べてしまい、コンプレックスから裕子と顔を合わせ辛くなってしまう。後日、美栄子とスーパーに買い物に出ていた千鶴は偶然裕子に会って慌てるが、すぐに閑念して美栄子が聴覚障害者である事を説明。すると美栄子は早速裕子を自宅に招待し、千鶴は母の余計なおせっかいを心の中で苦々しく思う。美栄子と千鶴と一緒にクッキー作りをしていた裕子は、最初こそ無邪気に楽しんでいたものの、突然泣き出してしまう。自宅を留守にしがちな母よりもいつも家にいて自分に構ってくれる母親がいい、と言う裕子に、美栄子は「自分は耳が聞こえないから、千鶴に教えてあげられないことがたくさんあった。でも、それはわたしだけじゃなく、母親はみんな、自分の子供に何かしてやりたいといつも思っている。お母さんは、きっとあなたの気持ちを解かってるよ」と母が我が子を思う気持ちを伝える。母が決して自分を粗末に扱っているわけではないことを思い出した裕子は、千鶴達と共に作ったクッキーを手に帰宅してゆく。
岡田（おかだ）
少し体の弱い千鶴のクラスメイト。眼鏡に坊ちゃん刈り、物腰柔らかな優等生タイプ。隣の席に座った縁と気が合ったことで友達となる。普段からノートの貸し借りなどをしていたが、それを周囲から男女の仲とはやし立てられたことでお互いを意識し出してしまい、千鶴は瞬間的に「岡田くんの事はなんとも思っていない」と口にして岡田もまたそれを肯定したことで、それ以来顔を合わせ辛くなってしまう。後日岡田が親の都合で転校することがクラスに発表され、別れの言葉をかけられなかった千鶴は、自分の気持ちに整理がつけられなくなり、美栄子に相談すると、美栄子は「千鶴は岡田くんに恋をしている」といい、自分の気持ちに素直になることの大切さを説く。岡田にきちんと別れの言葉を言うべく文子と共に岡田の家の前まで来るが、なかなか踏ん切りがつかない。そこに偶然現れた岡田に思わず背を向けてしまうが、文子が無邪気に「2人とも大好きな顔だぁ」と顔が真っ赤になっている千鶴と岡田をちゃかしたため、2人は思わず笑い出し、心のわだかまりが解ける。
別れて以降は千鶴と頻繁に文通していたが、千鶴は突発性難聴を患い耳が聞こえなくなったことを岡田に知られたくない、とその事はずっと伏せていた。

### その他の登場人物
川島先生（かわしま）
川島助産院を経営するベテランの老助産婦。美栄子から「計画分娩ではなく自分の力で子供を産みたい」と相談された博文の母が、美栄子を連れていった。非常にさばけた人物で、既に何十人もの子供を取り上げてきていて、出産後の子育てに悩む母親がしょっちゅう相談に来るほどで、本人は「ここは育児相談所じゃないよ!」と嘆いている。産院にはそこで産まれた子供達がいつも遊びに来ていて、その暖かい雰囲気が気に入り、美栄子はこの助産院で子供を産むことを決意する。本番で円滑にお互いの意思を確認するために、美栄子の耳が聞こえないことに配慮して、助産婦達と一緒に思案するなど千鶴の誕生に尽力した。
三輪先生（みわ）
仙台の小学校に転校した時の千鶴の担任。授業参観を控えた千鶴から「耳の聞こえない母にも判るような授業をやって欲しい」と頼まれ、試しに千鶴に聞きながら授業をやってみるものの、聴覚障害者を理解して行動することが予想以上に困難なことを知り、他の生徒達から「野辺のお母さんだけ贔屓する必要があるのか」と反発され、学校側からは慎重に対処するように釘を刺されて、普段通りの授業をするのが正しいのか、千鶴の提案を受け入れるのかを思い悩む。しかし「ママはいつもみんなより遅れて気付くから、今何をやっているのか同じ気持ちで判るようにしてあげたい」という千鶴の優しい気持ちに動かされ、クラスの生徒達に「みんなが笑っている時に野辺のお母さんだけ笑えないのは、寂しいと思う」と説得し、授業参観の当日に耳の聞こえない人のための授業を行なう。
稲葉（いなば）
自分の手話会話を見直すために博文が通い出した手話教室に通っている聴覚障害者。口話が達者だったことでそれまで手話を使ったことがなく、それ故になかなか思うように手話が覚えられないことを悩んでいた。教室に通ううちに、ただ手話を覚えるだけの勉強に疲れていた博文は、「自分に手話に向いていない」と言い、手話教室を止めようとしていた稲葉の心情を察する。その話を博文から聞いた美栄子は稲葉を自宅に招いて、「手話に一番大切なのは手話の正確さではなく、自分の意思を伝えようとする心」ということを教える。
知可（ちか）
友人の麻美に連れられて行った聴障の会で知り合った手話が達者な健常者の女性。聴覚障害者の白井に好意を持ちいつも一緒にいるが、美栄子と博文とは逆に男性が聴覚障害者で女性が健常者は上手くいかないパターンと周囲から言われて多少なりとも悩んでいた。帰りのバスでも一緒になった美栄子から「お似合いのカップルだしそんなことは無い」と励まされ、後日思い切って白井に告白するが、白井に「健常者と付き合う気は無い」と言われて振られてしまい、「聞こえることが障害になるなんて」と酷く落ち込んでしまう。
白井（しらい）
友人の麻美に連れられて行った聴障の会で知り合った聴覚障害者の青年。手話がなかなか上達せずに悩んでいた知可が気になり、自ら声をかけて上達に手を貸した。知可に好意を寄せられているのを知りつつ、普段の生活では自分の障害を周囲に知られるのが恐くて声を発さないなど、臆病になっていた。知可から告白された時に「健常者と付き合う気は無い」と突っぱねるがそれは本心ではなく、障害を持つ自分と一緒になると苦労するのは知可だから、と相手を想って身を引いたのだった。知可から改めて別れを告げられた後、美栄子から知可から預かった手紙を見せられ「あなたは自分が傷つきたくないだけじゃないのか。知可さんはちゃんとあなたを見てる」と言われ、知可の後を追って本心を告白する。
とおる
美栄子と千鶴が出かけたデパートで偶然出会った迷子の男の子。父の再婚相手が聴覚障害者であり、同じように手話を使う美栄子と千鶴を不思議そうに眺めていたところを見つけられた。亡くなった母への憧憬と、新しく母になった女性と手話への違和感から、父の計らいで2人きりで隣のデパートに来ていたところで、とおるの方からわざと居なくなった。しばらくはその事を隠していたが、やがて本当に事情を知った千鶴は、聞こえない人間が他人とコミュニケーションを取る時の大変さを語り、一緒になってとおるの母を行方を探す。とおるは母と無事再会し、千鶴に教えてもらった初めての手話で「お母さん」と話し掛け、初めて新しい母親と和解する。
森田 強（もりた つよし）、川島 香（かわしま かおり）
博文の会社の後輩。社内恋愛をして、博文に結婚式の仲人を頼みにきた。それほど仲の良い訳でもない森田が自分達夫婦に仲人を頼みに来たことを博文は不思議に思うも、その熱意に押されて承諾する。森田は裕福な家庭に育ち、親からは「なんでしかるべき立場の人間に仲人を頼まなかった」と非難される。結納を見届けるためにその場を訪れた博文達は偶然その事を知ってしまい、博文は「仲人を受けたのは軽率だった。辞退する」と言い出すが、森田達は「親は自分達が説得する。先輩が仲人を受けてくれなければ、自分達は結婚式を取り止める」とまで言い出す。結婚式当日、慣れないことに四苦八苦する博文。しかし披露宴の最後の親族挨拶で、森田は「なぜ博文夫妻に仲人を頼んだのか」その理由を話し出す。
実は森田と香は高校時代からの長い付き合いで倦怠期に入っており、お互いにそろそろ潮時かと思っていた。その頃にたまたま町で博文夫婦と会ってお茶をすることになって、博文達からお互いの目を見て見詰め合うことの大切さを教えられたと言い、自分達が結婚できたのは博文たちのおかげだ、と明かした。
森尾 美樹（もりお みき）
美栄子の通う手話サークルに新しく入ってきた健常者のバツイチ女性。明るくバイタリティ溢れる性格で、手話の他にも点字を打ったり、ホームヘルパーを務めるなど毎日のようにいろいろなボランティア活動をしている。町で偶然美栄子達家族と会って以後、急にサークルに顔を出さなくなって美栄子を心配させた。実は離婚は美樹の方から望んだものではなく、そのショックを少なからず引き摺っていた。幸せそうな美栄子たちを見ているうちに、なぜ自分より不幸なはずの美栄子がこんなに幸せそうなのかと思い、「自分がボランティアに精を出しているのは、自分よりもかわいそうな人だから優しくできると思っていたからじゃないか」と嫉妬にも似た感情を持ったことに自己嫌悪したことが原因だった。しかし美栄子の尽力もあって、美樹は自分が周囲の人間にとって必要とされている事に気付かされる。
美加（みか）
博文の会社の後輩社員。出張の多い彼氏とクリスマスの約束をしていたが、受け持ちの仕事が終わらず、彼氏に泣きの電話を入れていた。それを見ていた博文は、美加が飲み会で彼氏に会えないと大泣きしていたことを思い出し、美加の仕事を代わりに引き受けることにする。
田中（たなか）
博文の会社の後輩社員。クリスマスプレゼントとして彼女に渡すはずの婚約指輪を会社で無くしてしまい大騒ぎする。美加の件で代わりに残業していた博文が手伝ってようやく探し当てるものの、博文の帰宅はまたも遅れてしまう。
深沢（ふかざわ）
博文の会社の年配社員。地方出身者で単身赴任している。残業を終えて帰ろうとしていたところで、深沢の息子・とおるから会社にいる父親宛てにかかってきた電話を偶然受けてしまった博文は、とおるがクリスマスの日の父の帰りを楽しみにしていた事を知り、海外からのテレックス待ちで残業していた深沢に「今ならまだ最終の新幹線に間に合う。自分が仕事を代わるから」と千鶴に渡すはずだったクリスマスプレゼントの最新ゲーム機を深沢に持たせて送り出す。結局日付が変わってから帰宅した博文を美栄子と千鶴は温かく迎え、博文が助けた美加、田中、深沢から感謝の連絡があったことを伝える。千鶴はそんな博文を「パパは本当のサンタさんみたい」と言った。
桃
千鶴が通う小学校の6年生で、登校区域さくら地区の小学生たちをまとめるリーダーの女の子。美人で可愛くスポーツ万能、勉強も良くできる優等生で、千鶴達低学年の女の子達にとって憧れの存在。毎朝の登校の時は桃の直後に誰が付くか順番の取り合いをジャンケンで決めているほど。千鶴に「運動会のリレーで一緒に走ろう」と持ちかけて、千鶴は期待に応えようと練習を頑張るが代表選手からは落ちてしまう。普段は何でも出来てしまうだけに、一度失敗することがあると激しく落ち込んでしまうところがある。
みのり
千鶴が通う小学校の6年生で、桃をサポートするさくら地区の副リーダーの女の子。いつも一緒に居ることで何かと桃と比較されることが多く、特に美人でもなければ運動も得意ではない地味な存在。千鶴達は、地味で目立つところの無いみのりが何故いつも一緒に居るのか、不思議に感じていた。登校時間に間に合わず遅刻しそうになった千鶴を1人で待っていたり、運動会のリレーで自分のミスから負けてしまい泣き崩れる桃を優しく励ますみのりの姿に、見せ掛けだけではない、人としての器の大きさを千鶴は教えられる。
松坂（まつざか）
博文の会社の直接の上司で課長。遊びも仕事も出来る豪腕社員で、課長代理である博文は通常の仕事以外でも頻繁に連れ回され、挙句の果てに「パパは私達より仕事の方が好きなんだ」と千鶴にまで言われてしまうハメに。その様子に会社では家庭を顧みないで孤立した夫という噂が流れていた。そんなある日、取引先との契約日に松坂入院の連絡が博文に届く。「いかなる時も仕事一筋である松坂が休むなんて、よほどのこと」と博文は仕事の後に病院に駆けつけるが、そこには腰の捻挫で入院した妻を過剰なほど甲斐甲斐しく世話をする「愛妻家」の松坂の姿があった。「お前が元気じゃないと、仕事に張り合いが出ない」という松坂の言葉に、松坂が普段からバリバリ働けるのは家庭が安定しているからだ、と知った博文は、家族を大切にすることの意味を改めて思うのだった。
矢荻（やおぎ）
博文の会社のベテラン社員で松坂課長の同期入社組。酒も煙草も夜遊びも一切やらず定時退社は当たり前、出張も断るという堅物社員で、同期の中で役職を持たないのは矢荻だけ。社員のお別れ会でさえ形だけ参加し一杯も飲まずにすぐ帰るなど、周囲に陰口を叩かれる窓際社員になっていた。
実は亮（りょう）という一人息子が生まれつき体が弱い重度の肢体障害者であり、夫婦でその介助をするために自己管理を徹底していた。その息子が16歳で亡くなり、葬式の応援に駆けつけた博文達会社の社員は、そこで初めて全ての事情を知り、矢荻の「息子より1日でも長く生きるために、全てのことを止めた」という言葉に、自分達の考えが浅はかだったことを思い知らされる。家族のために16年もの間自分を律し続けた矢荻の姿に「家族のために生きることは自分のために生きるのと同じ」と改めて感じ入った博文は、松坂に勧められて再開していた喫煙を止めて、再び禁煙する。
重田（しげた）
野辺家に最近越してきた未婚の女性。地域集会に積極的に参加するものの、そのどれもが中途半端に放り出されてしまうため、周囲の反発を買ってしまう。実は時折突然四肢に力が入らなくなる原因不明の病気を抱えており、それ故病気のことをうまく説明できないことから、周囲にはあえて隠していた。自宅で倒れていたところを美栄子等に助けられ、周囲の誤解が解ける。
加山（かやま）
博文の母・正江が夫の墓参りに行った際、隣に立てられた妻の墓参りに来ていて知り合った壮年男性。声が大きく太鼓腹で明るい性格。頻繁に野辺家を訪れたり外で正江とも会っているようで、その姿を見た博文は、未亡人となった母が心移りしたと思い込み、それでは亡くなった父があまりにも可哀想だと、強制的に同居話を進めようとする。しかし2人はお互いの相手の墓前で「亡くなった者達が、残していく者を寂しがらせないために引き合わせてくれたのだろう。いずれ天国に逝ったら4人で仲良くしたい」と話し、それを隠れて聞いていた博文は、「残された者にもその後の人生がある。悔いるよりも前を見て歩き出すことが大切」と思い直し、自分がまだ完全に親離れできていなかったと痛感する。
花村（はなむら）
野辺家の近くに住む老人で、正義感が非常に強く、悪さをする子供達をその親共々容赦なく叱りつけるため、近所でも評判になっていた。たまたま近くの畑に入って悪さをしている子供達を叱ることが出来ずに黙って見逃してしまった博文も花村から注意されてしまう。しかし今度はバス停で割り込みをしようとしていた子供を叱りつけ逆にその親から苦情を言われた花村の姿を見て、子供の家庭教育が歪んできていることを改めて知った博文は、花村の「子供は親や学校だけじゃなくて、社会が育てるものだ」という言葉に思わず胸が詰まされる。後日、別の場面で悪さをした子供に注意をしていた花村が息が続かず倒れそれを小馬鹿にする子供達の姿に、博文は思わず激昂し、子供達に「じいさんに謝れ!!」と叱りつける。
佐藤 隆（さとう たかし）
街中で突然美栄子に話し掛けてきた高校受験生。勉強のために通うことになった図書館である聴覚障害者の女の子に一目惚れし、手話を教えて欲しいと街で見かけた美栄子に目をつけてお願いしに来た。美栄子はその純粋な気持ちを理解し快諾するが、まだ相手の女の子の名前さえ知らない状態にもかかわらず気持ちだけが突っ走っているところがあり、それを気にした美栄子から「耳の聞こえないことも含めて好きになれるのか」と改めて問われて自分が恋することに浮かれ過ぎていたことを悟る。
角田（つのだ）
近所の主婦グループの中心人物で、付き合いが無かった美栄子でも噂を聞くほどの有名人。いつも取り巻き連中を連れている。一見誰にでも声をかける優しい気遣いの人物に思えるが、ゴシップ好きで他人の生活にあれこれ口を出したり、その場にいない人間の悪口をあちこちで言いふらす悪癖があり、付き合いを負担に感じてグループを抜けようとする人間に容赦しないことから、グループの主婦からは怖れられていた。そのためグループ内の付き合いも実は表面上のものでしかなく、裏では陰口を叩かれ嫌われていた。
八木（やぎ）
角田の主婦グループにいる大人しい性格の女性。ある程度手話ができることで角田から美栄子との通訳を言い渡される。角田の主婦グループでの実情を美栄子に教え、本当は角田のグループから抜けたいと思っているが怖くて出来ない、と告白する。ところが事態は意外な方向で決着することになる。
田中 光信（たなか みつのぶ）
野辺家の近くにある寿司屋「光寿司」のマスターでありその道40年のベテラン寿司職人。妻と娘と3人で店を切り盛りしている。野辺家は味と田中一家の人柄に引かれて贔屓にしていた。頑固一徹で自身の手で家庭を守るという責任感が強く、自身の拘りを譲らない昔かたぎの人物。声が大きくすぐ怒鳴るのが癖のようで、妻とはお客の前でさえいつも軽口を叩き合っているが、それがこの夫婦なりのコミュニケーションらしい。
ある時事故に見舞われ入院。命に別状は無かったものの利き手に大きなダメージを負ってしまい、寿司を握れなくなったと考えた田中は、深い絶望感から全てのやる気を失ってしまう。家族の呼びかけにも答えずリハビリ勧告も拒否して不貞腐れていたが、妻と娘が田中の復活と光寿司の再開を信じて店の掃除を欠かさずしていたことを目の当たりにし、家庭を守っていたのは自分だけではなく、自分も妻や娘に支えられていたことを初めて知り、少しずつリハビリを始める決心をする。
珠ちゃん（たまちゃん）
田中光信の一人娘で普段は光寿司の店員として手伝いをしている。本名は不明。寿司一筋で家庭を支えてきた父を尊敬しており、「結婚するならお父さんのような人」と話すように、ファザコンの気がある。怪我のせいですっかりやる気を無くしてしまった父の姿を見て涙する。
田中の妻
田中光信の妻で「光寿司」の女将。寿司職人の夫と喧嘩しながらも40年連れ添った。それでも離婚しようと思わないのはひとえに板場に立つ夫のキリッとした姿に惚れているから。人前では気丈な振りをしているが、やる気をなくした夫の姿に隠れて涙を流す。夫と共に切り盛りしてきた「光寿司」を家族のようなものといい、夫の復活を信じて娘と一緒に磨き直した。

## テレビドラマ
1997年から2001年に、年一度、秋～冬にかけてのスペシャルドラマとしてテレビ朝日系列で放送された。全5章。1998年に、第1章がATP賞'98テレビグランプリ及びドラマ部門優秀賞を受賞、1999年に第2章が第7回橋田賞を受賞。俳優陣やスタッフが一体となった丁寧な作品作りが高い評価を受けた。現在はDVDがバンダイビジュアルより発売されている。
- 第1章 1997年12月15日（90分）
博文と美栄子の出会いから、様々な苦難を乗り越えて結婚するまでを描く。
- 第2章 1998年10月1日（96分）
美栄子の妊娠から出産、千鶴の幼少期までを描く。美栄子は耳の聞こえない自分が子供を産んできちんと育てられるかどうか、不安な気持ちに駆られる。
- 第3章 1999年10月7日（98分）
千鶴の幼少期のエピソードから博文の転勤話と仙台への引越し、千鶴の小学校入学時までを描く。
- 第4章 2000年10月5日（91分）
仙台から東京に戻ってきた野辺家。小学校3年生になった千鶴の恋と、博文が仕事で苦難に立ち向かう姿を中心に描く。
- 最終章 2001年12月26日（122分）
千鶴は小学校6年生になり反抗期に。コミュニケーションが上手く取れずに悩む美栄子の心の葛藤とそれを支える博文。また博文はあるきっかけから「もし自分が今、急に亡くなったら」と漠然とした心の不安を抱える。そしてあるきっかけから聴力回復の可能性を知った美栄子の取るべき道とは…。

### 出演
この節ではドラマ版にのみ登場する人物とオリジナル設定、原作との違いについてのみ解説を加える。主要登場人物については漫画版の解説を参照。
野辺（旧姓：武田）美栄子
演 - 菅野美穂
本作のヒロイン。ドラマとしての設定上、原作で見せるようなポジティブな明るさとは逆にネガティブな考え方をして思い悩む事が多く、それを克服していく姿が主に描かれている。また原作以上に泣き虫と言われるほどに涙脆い性格になっている。子供の頃は郊外の自然の多い山あいの一軒家に育った。引っ込み思案で親に甘えて頼ってばかりだったために、初めてまともに喋りだしたのが4歳の頃と遅かった。
原作では妹の真知子と2人姉妹だが、ドラマ版では真知子は登場せずに、美栄子は一人娘の設定になっている。また原作では自転車に乗れない（後に克服）など運動神経は特に良くもない描写があるが、ドラマ版では耳が不自由であるものの運動神経は良く、走り出すと博文でも追いつけないほど。また千鶴には「ドッジボールも上手かった」と自慢している場面も描かれている。
原作での美栄子は子供時代を除き、補聴器をつけた耳を隠すために終始一貫してロングヘアで髪型を変えなかったが、ドラマ版では見栄えの問題から補聴器を付けている描写は無い。
野辺博文
演 - 武田真治
美栄子の夫。美栄子との対比で原作よりもアクティブなイメージで描かれている。博文の母である正江に強く反対されたことで一度は博文から身を引こうとした美栄子に「耳が聞こえないことは特別なことじゃない」「俺は聴覚障害者ではなく、武田美栄子が好きなんだ」とストレートに告白し、美栄子と結婚する。手話も使えるが美栄子の表情を見ただけで気持ちを察してしまうほど細やかな神経の持ち主。普段は大手商社の総務部に務めるサラリーマン。第4章で仙台から東京に戻った後、中田や遠藤とは別の企画開発部配属となり、出来のいい後輩の追い上げに苦悩する場面も。
野辺千鶴
演 - 舞（谷口舞）（4歳時：西澤美優）
第2章から登場する美栄子と博文の娘。最終章では漫画版では描かれなかった小学校6年生になった姿が描かれている。また第4章の放送時点で連載中だった『君の手がささやいている最終章』における中途失聴者となってしまうエピソードは描かれなかった。
原作では運動会の競走で1等を取るなどそれなりに運動神経が良いと思われる描写があるが、ドラマでは「ドッジボールが苦手」など、どちらかといえば運動が得意ではない。美栄子と千鶴におけるこれらの設定はドラマ向けに逆にされている節が窺える。
中田（旧姓：坂井）奈保子
演 - 中村麻美
聾学校時代からの美栄子の親友。当初は美栄子と健常者の博文の交際に強く反対していたが、美栄子の固い決心と博文の真摯な態度に触れて一番の理解者となる。美栄子達と付き合ううちに博文の同僚である中田と出会い、何時の間にか付き合うようになった。少なからず障害もあったものの、美栄子の仲介もあり正式に恋人同士となり愛を育み結婚。やがて一人息子のフミヤを無事出産する。
原作版では癌の転移が原因で亡くなってしまうが、ドラマではそのエピソードは描かれなかった。また結婚相手や子供の設定が全て変更されている。
中田義章
演 - 斎藤陽一郎
ドラマ版のオリジナルキャラクターで、博文と美栄子の会社の同僚。最初は聴覚障害者への偏見から美栄子に冷たい態度を取っていたが、美栄子の頑張りと博文の本気を知り、2人を応援するようになる。第4章で美栄子の親友・奈保子と交際の末に結婚。美人の妻と息子のフミヤにデレデレな毎日を送っている。息子の写真を毎日入れ替えては博文に見せびらかすなど親馬鹿ぶりを発揮。
武田晴子
演 - 木内みどり
美栄子の母。原作では仙台に引っ越した美栄子を訊ねるエピソードが存在するが、ドラマ版ではその役目を博文の母である正江に置き換えられている。
武田功
演 - 本田博太郎
美栄子の父。博文が正式に結婚の承諾を受けに訊ねてきた時、「どうして美栄子と結婚しようと思ったのか」との問いに「美栄子と結婚すれば自分が幸せになれると思った」と答えた博文を信頼し、美栄子との結婚を快諾した。孫の千鶴が出来てからは娘よりも溺愛しデレデレに。また博文とは初対面の時から意気投合し、その後は良き相談相手となって一緒に赤提灯の屋台で飲むのが楽しみの1つとなっている。
原作のような厳格でいかついところはなく、美栄子の結婚に反対していないなど、常に美栄子を優しく見守る父として描かれている。また博文の母・正江が美栄子に結婚を諦めてもらうように説得に訪れた場面では、原作ではその場にいなかったが、ドラマ版では一緒に話を聞いている。
遠藤聡子
演 - 高樹沙耶
ドラマ版のオリジナルキャラクターで博文、中田の会社の先輩OLでキャリアウーマン。当初は聴覚障害者の美栄子と何かと彼女に構おうとする博文に冷めた態度で接していた。博文には「同情なら彼女に近づかないほうがいい」と忠告するも、その言葉が博文に美栄子への告白を決心させた。その後、美栄子の努力と博文の純粋な気持ちを理解してからは2人を応援するようになる。過去に聴覚障害者だった実の妹を事故で亡くしており、それがトラウマになっていた。またそれ故に健常者でありながら手話をマスターしていた。既婚女性であり、後に出産と育児のため一度会社を休職するが、子育てが一段落してから仕事復帰した。仕事に対しては手厳しいことで有名らしく、中田が博文にぼやくこともしばしば。出産への不安感がぬぐえない美栄子に、子育ての先輩として様々なアドバイスを送っている。
駅で美栄子と博文が離れたホームを挟んで手話で会話している場面において、原作ではそのやり取りを見ていた通訳の女性が美栄子に声をかけるが、ドラマでは遠藤がそれを目撃して博文に声をかけている。
野辺靖彦
演 - 石田太郎
博文の父。原作のように無口で照れ屋、無愛想なイメージではなく、普段は妻の正江に振り回されて尻に敷かれているが、物事に動じないどっしりとした落ち着きのある風情の父親として描かれている。
野辺正江
演 - 加賀まりこ
博文の母。博文と美栄子の結婚を強く反対するが、美栄子の優しい心に触れてからは力強い味方となって、何かと頼りない野辺家の男どもの尻を叩いて、美栄子を応援する良き姑となる。特に千鶴が出来てからは孫を溺愛するおばあちゃんとなり、近所に住んでいる事もあって、何かと言い訳しては千鶴会いたさにしょっちゅう野辺家を尋ねてくる。美栄子のことが心配で同居を申し出たこともある。
美栄子とは殆ど口話を読んでもらうか、筆談で会話をしていた原作と違い、多少なりとも手話を覚えて美栄子と簡単な手話会話ができるようになっていく。

### スタッフ
- 原作：軽部潤子
- 脚本：岡田惠和
- 演出：新城毅彦
- 音楽：吉俣良
- 主題歌：スティーヴィー・ワンダー「心の愛（I just called to say I love you）」
- 手話コーディネート：丸山浩路
- 技術協力：渋谷ビデオスタジオ
- 美術協力：KHKアート
- 編集・MA：ザ・チューブ
- スタジオ：東京メディアシティTMC-1
- プロデュース：黒田徹也、佐々木基、東城祐司、清水真由美
- 制作：テレビ朝日、メディアミックス・ジャパン

### 中国ドラマ
『大愛無声』のタイトル、中国中央電視台で、2011年5月20日から放送されたテレビドラマ。

## 作品世界に纏わるエピソード
- 原作とドラマ版の第1章で、取引先へ書類を届ける仕事を博文から任された美栄子が偶然列車事故に巻き込まれたことで相手先の会社に連絡を取れず、書類の到着が大幅に遅れて会社に迷惑をかけてしまったエピソードは、携帯電話でのメールのやり取りが広く一般に浸透した現代ではもはや滅多に見られないものである。ちなみにドラマ版では第4章より携帯電話を使ってコミュニケーションを取っている野辺家の様子が描かれている。また原作では携帯電話を使う描写は無いが、連載当時普及していたポケットベルを美栄子が持たされている描写がある。時と場所を選ばずに文字で意思を伝えることができる携帯電話の電子メール機能は、いまや聴覚障害者にとって重要なコミュニケーションツールの1つとなっている。
- 作者は既婚者ではないが、千鶴に関するエピソードを描く際に作者の姪をモデルにした、と語っている。あまりにもリアルなエピソードが多いので、事情を知らない周囲には既婚者で子供がいるものと勘違いされたこともしばしば（文庫版2巻の折り返し）。
- 作者は「当初自分の趣味として手話を勉強していたが、漫画にするつもりは一切無かった」と文庫版5巻のあとがきで述べている。本業の漫画もそれほど順調じゃない時に別のことにうつつをぬかしていると思われるのを懸念していたようで、当時の編集者に「打ち明けた」ところ「漫画でやってみましょう」という話になり、連載が決まったという。
- 富士通は1995年12月13日にパソコンで手話を勉強できるWindows対応のCD-ROMソフト「君の手がささやいてる」を発売した。福祉法人トット基金所属劇団の米内山明宏が監修し、女優の西村知美が友情出演している。